# Columbia (Tennessee)
Columbia és una població dels Estats Units a l'estat de Tennessee. Segons el cens del 2000 tenia 33.055 habitants.

## Demografia
Segons el cens del 2000, Columbia tenia 33.055 habitants, 13.059 habitatges, i 8.801 famílies. La densitat de població era de 431,2 habitants/km².
Dels 13.059 habitatges en un 32,4% hi vivien nens de menys de 18 anys, en un 46,8% hi vivien parelles casades, en un 16,3% dones solteres, i en un 32,6% no eren unitats familiars. En el 27,8% dels habitatges hi vivien persones soles el 10,8% de les quals corresponia a persones de 65 anys o més que vivien soles. El nombre mitjà de persones vivint en cada habitatge era de 2,46 i el nombre mitjà de persones que vivien en cada família era de 2,98.
Per edats la població es repartia de la següent manera: un 25,8% tenia menys de 18 anys, un 9,8% entre 18 i 24, un 28,6% entre 25 i 44, un 21% de 45 a 60 i un 14,9% 65 anys o més.
L'edat mediana era de 36 anys. Per cada 100 dones de 18 o més anys hi havia 84,1 homes.
La renda mediana per habitatge era de 35.879 $ i la renda mediana per família de 42.822 $. Els homes tenien una renda mediana de 34.898 $ mentre que les dones 22.093 $. La renda per capita de la població era de 18.004 $. Entorn del 10,9% de les famílies i el 13,9% de la població estaven per davall del llindar de pobresa.

## Poblacions més properes
El següent diagrama mostra les poblacions més properes.